# Odontopera heydena
Odontopera heydena là một loài bướm đêm trong họ Geometridae.